# Psychotria floribunda
Psychotria floribunda är en måreväxtart som beskrevs av Carl Sigismund Kunth. Psychotria floribunda ingår i släktet Psychotria och familjen måreväxter. Inga underarter finns listade i Catalogue of Life.